# یواس‌اس جواهر دریا (۱۸۶۱)
یواس‌اس جواهر دریا (۱۸۶۱) (به انگلیسی: USS Gem of the Sea (1861)) یک کشتی بود که طول آن ۱۱۶ فوت (۳۵ متر) بود.